# Momijigari (pel·lícula)
Momijigari (紅葉狩, Visualització de fulles d'auró escarlata, Visualització de fulles d'auró o Visualització d'auró) és una pel·lícula japonesa rodada l'any 1899 per Tsunekichi Shibata. És un registre dels actors kabuki Onoe Kikugorō V i Ichikawa Danjūrō IX interpretant una escena de l'obra de kabuki Momijigari. És la pel·lícula japonesa més antiga existent i la primera pel·lícula designada com a Propietat cultural important.

## Contingut de la pel·lícula
La pel·lícula presenta l'escena en què Taira no Koremori (平維茂) derrota Momiji, una kijo que s'ha disfressat de princesa Sarashina.

## Producció i exposició
Momijigari es va planificar principalment com a registre de l'actuació dels dos famosos actors. Shibata, que treballava per a la Konishi Photographic Store, el va fotografiar amb una càmera Gaumont. Va ser filmada el novembre de 1899 en un espai obert darrere del Kabuki-za a Tòquio, i Shibata va fer servir tres rodets de pel·lícula. No obstant això, feia un dia de vent i una ràfega va emportar un dels fans de Danjūrō, un contratemps que va romandre la pel·lícula ja que no va ser possible la recuperació.
Com que la pel·lícula només estava pensada com a record, inicialment no es va mostrar públicament. Danjūrō només la va veure un any després de ser filmada. Hi va haver un acord que no es projectaria al públic fins després de la mort de Danjūrō, però quan va caure malalt i no va poder aparèixer en un actuació al Naka-za a Osaka, es va projectar al seu lloc. Es va desenvolupar del 7 de juliol a l'1 d'agost de 1903, una llarga durada estimulada en part pel fet que Kikugorō havia mort recentment. El mateix Danjūrō va morir el setembre de 1903, i la pel·lícula es va mostrar al Kabuki-za després d'això, durant una setmana a partir del 9 de febrer de 1904.

## Llegat
Llevat que es descobreixi una altra pel·lícula, Momijigari és la pel·lícula japonesa més antiga de la qual encara existeix una impressió. L'actor de Kabuki Onoe Baiko VI va declarar al seu llibre Ume No Shita Kaze que una pel·lícula de prova del drama de dansa Ninjin Dojo-ji, protagonitzada per ell mateix i el seu també actor Ichimura Kakitsu VI (més tard Ichimura Uzaemon XV), es va rodar mesos abans, però probablement es va perdre abans de 1912. és també un primer exemple del tipus de "cinema kabuki" que destacaria en les primeres dècades de la indústria cinematogràfica japonesa, en la qual les pel·lícules sovint eren registres o intents de reproduir el teatre kabuki. Segons l'historiador del cinema Hiroshi Komatsu, també és un exemple de com la distinció entre cinema de ficció i de no ficció encara no era un problema en aquell moment, ja que la pel·lícula era alhora un documental d'una actuació escènica i una presentació d'una història de ficció.
El 2009, Momijigari es va convertir en la primera pel·lícula a ser designada Propietat cultural important segons la Llei de protecció de béns culturals del Japó. El que ha rebut específicament aquesta designació és una impressió negativa en cel·luloide de 35 mm de la pel·lícula de 352 peus de llarg, que si es projectés a 16 fotogrames per segon tindria una durada de 3 minuts i 50 segons. L'historiador del cinema Aaron Gerow, però, ha especulat que la pel·lícula va rebre aquesta designació menys perquè era un exemple del llegat de l'art cinematogràfic japonès que no pas perquè era un document històric. La impressió es conserva al Centre Nacional de Cinema del Museu Nacional de Modern Art, Tòquio.